# Idioma pumé
El pumé o yaruro es una lengua viva nativa americana y oficial de las comunidades de la etnia de los yaruros que viven al sur del Estado Apure, en Venezuela, quienes habitan principalmente en las llanuras de los ríos Arauca y Sinaruco, a unos 160 km de San Fernando de Apure, la capital del estado, algunos sedentarios en poblados como Palmarito y Guachara. En años recientes un pequeño número ha emigrado hacia el norte del estado, para establecerse en las inmediaciones de la carretera principal, desde Achaguas hasta San Fernando.
Se estima que el pumé es hablado por unas 4500 personas en la región. Pertenece a una rama lingüística independiente, por lo que se le considera una lengua aislada y de tradición oral. Su escritura ha surgido como una respuesta socio-científica orientada a su estudio y divulgación, lo que ha dado lugar a la producción de publicaciones bilingües pumé-español-pumé.Investigaciones han constatado que "los niños yaruros de comunidades ya sedentarias son bilingües" (pumé-español).
En mayo de 1999, en la zona de influencia de la población de Guachara, fue unificado el alfabeto pumé, en un taller para maestros yaruros afiliados al Régimen de Educación Intercultural Bilingüe.

## Clasificación
La mayoría de lingüistas considera que el idioma yaruro como un idioma de una lengua aislada, sin parentescos demostrables conocidos.
Joseph Greenberg, en su clasificación tentativa de las lenguas amerindias, lo clasificó como miembro del grupo Jívaro-Kandoshi-Esmeralda-Cofán dentro del macro-tucano.
 Sin embargo, esta clasificación se basa en datos muy pobres y la mayoría de los especialistas la consideran inconcluyente y altamente especulativa.

## Descripción lingüística

### Fonología
El inventario consonántico de yaruro está formado por 22 consonantes, que son:
|                 | Bilabial | Apical | Palatal | Velar | Glotal |
| --------------- | -------- | ------ | ------- | ----- | ------ |
| oclusiva simple | p, b     | t, d   | c       | k, g  | ʔ      |
| Africada        |          | ʦ, ʣ   |         |       |        |
| Fricativa       | f        | s      | ʃ       | x     | h      |
| Nasal           | m        | n      | ɲ       | ŋ     |        |
| Aproximante     | w        | ɾ, l   | y       |       |        |

Este sistema tiene muchas más fonemas que la mayoría de lenguas de la Amazonia y la región circumamazónica, además es inusual porque posee una fricativa velar [x] en oposición fonémica a una fricativa glotal [h], además tiene oposición entre sordas y sonoras lo cual es inusual en las lenguas de la región y posee un número elevado de fricativas, además de una nasal velar.
El inventario de vocales está formado por diez vocales:
|             | Anterior | Central | Posterior |
| ----------- | -------- | ------- | --------- |
| Cerrada     | i        | ɨ       | u         |
| Semicerrada | e        | ə       | o         |
| Semiabierta | æ        | ə       | ɔ         |
| Abierta     | a        | a       | ɑ         |